# Канлы (Кушнаренковский район)
Канлы (баш. Ҡаңлы) — село в Кушнаренковском районе Республики Башкортостан Российской Федерации. Входит в состав Ахметовского сельсовета.

## География

### Географическое положение
Расстояние до:
- районного центра (Кушнаренково): 21 км,
- центра сельсовета (Ахметово): 3 км,
- ближайшей ж/д станции (Уфа): 60 км.

## Население
| 2002 | 2009 | 2010 |
| ---- | ---- | ---- |
| 244  | ↘231 | ↘208 |

Национальный состав
Согласно переписи 2002 года, преобладающая национальность — удмурты (89 %).